# 希望ヶ丘夫婦戦争
『希望ヶ丘夫婦戦争』（きぼうがおかふうふせんそう）は、実相寺昭雄による短編小説、およびそれを原作とした日本の映画。

## 概要
小説は1979年に徳間書店発行の月刊小説誌『問題小説』3月特大号に掲載された。目次には「映像界鬼才の処女作」と謳われている。挿絵を佐伯俊男が担当した。以降、同誌への短編官能小説の掲載が続き、翌1980年2月にそれらと共に『破恋痴タウン』にまとめて収録される形で単行本として刊行された。

## 映画

### 1979年版
日活ロマンポルノで映画化された。

#### あらすじ
食品会社に勤める猫田千吉は、妻の弘子と行ったモーテルでの事故がきっかけで不能になってしまう。だがそれは、仕事でストレスが溜めた千吉が妻以外と自由にセックスするために芝居をしていたのだった。

#### キャスト
| - 片桐夕子：猫田弘子 - 山口美也子：夏海テル - 本郷淳：猫田千吉 - 三谷昇：中村一郎 - 矢崎滋：近藤満州夫 - 青空はるお：清洲悠造 - 坂本長利：川口知也 | - 島村謙次：中年の紳士 - ちばくみ子：ブルーフィルムの女 - 八代康二：池山稔 - 大江徹：江本徹 - 茜ゆう子：ブルーフィルムの女 - 八城夏子：松本貞代 |

#### スタッフ
- 監督：西村昭五郎
- 製作：結城良煕
- 企画：進藤貴美男
- 原作：実相寺昭雄
- 脚本：桂千穂
- 撮影：山崎善弘
- 美術：渡辺平八郎
- 編集：西村豊治
- 音楽：高田信
- 助監督：池田敏春

### 2009年版

#### あらすじ
勃起不全に悩む夫を持つ弘子は、主婦仲間からアドバイスを受け、夫の愛を取り戻し子供を作ろうと励む。だが夫の千吉は「男の自立の会」に入会し、ラブドールの魅力に嵌ってしまい、弘子の方もスピリチュアルの世界へ興味を持つようになる。

#### キャスト
| - さとう珠緒 - 猫田弘子 - 宮川一朗太 - 猫田千吉 - 伊藤克信 - イジリー岡田 - 桐島優介 - 古屋暢一 | - 小川はるみ - 伊藤聖子 - 川村亜紀 - 紫とも - 桜金造 - 範田紗々 |

#### スタッフ
- 監督：高橋巖
- 製作者：小林洋一
- プロデューサー：太田裕輝、鈴木政信
- 原作：実相寺昭雄
- 脚本：松本恭佳
- 撮影：八巻恒存
- 美術：内田哲也
- 衣裳：川崎健二
- 編集：矢船陽介
- 音楽：松永宏紀
- ヘアメイク：水野みゆき
- 照明：丸山文雄
- 整音・録音：星一郎
- 助監督：安原正恭
- 制作プロダクション・配給：バイオタイド

### その他
- 宮川とさとうはかつて、同時間に東と西の競馬中継（フジテレビ系列）の司会を担当しており、東西の歴代司会者での共演となった。